# Bob Hunter (Desperate Housewives)
Pour les articles homonymes, voir Robert Hunter et Hunter.
Bob Hunter est un personnage de fiction de la série Desperate Housewives, interprété par Tuc Watkins.

## Histoire du personnage
Bob Hunter est en couple avec Lee McDermott lorsqu'ils s'installent dans Wisteria Lane lors de la saison 4. Leur arrivée est très vite remarquée par leur nouvelle installation dans leur jardin : une fontaine en métal. La saison 4 se termine par leur mariage, interrompu par l'arrivée de l'ex-mari de Katherine Mayfair. Lors de la saison 5, Bob, en tant qu'avocat, se trouve empêtré dans l'affaire de l'incendie prétendument perpétré par Porter Scavo.
Dans la saison 6, il essaie d'établir avec Susan un plan pour l'affaire Katherine. 
Plus tard, Bob se sépare de Lee McDermott mais ils se remettent ensemble grâce à Gabrielle dans le 7.07.
Dans la saison 8, il devient complice du meurtre de Alejandro Perez, à la suite des confidences de Tom Scavo (complice lui aussi du meurtre de Alejandro). C'est le 9e personnage impliqué dans cette affaire (après Carlos, Susan, Bree, Lynette, Gabrielle, Ben, Mike et Tom). C'est lui qui trouve Trip Weston, l'avocat parfait, pour Bree.